# Myripristis gildi
Myripristis gildi là một loài cá biển thuộc chi Myripristis trong họ Cá sơn đá. Loài này được mô tả lần đầu tiên vào năm 1965.

## Từ nguyên
Từ định danh gildi được đặt theo tên của vợ tác giả Greenfield, bà Gildi, người mà theo ông đã cố gắng dịch nhiều ấn phẩm nước ngoài, góp phần đáng kể vào việc xây dựng chi Myripristis này.

## Phạm vi phân bố và môi trường sống
M. gildi hiện chỉ được ghi nhận tại đảo Clipperton (Lãnh thổ hải ngoại của Pháp) ở Đông Thái Bình Dương, được thu thập ở độ sâu khoảng 5–50 m.
Do có phân bố nhỏ hẹp lại chịu thêm tác động từ sự kiện ấm lên toàn cầu và dao động phương Nam (ENSO) nên M. gildi được xếp vào nhóm Loài sắp nguy cấp theo Sách đỏ IUCN.

## Phân loại học
Trong chuyến khảo sát Clipperton vào năm 1994 của Gerald R. Allen và D. Ross Robertson, không một cá thể M. gildi nào được nhìn thấy, và trong lần tái khảo sát năm 1998, chưa đến 20 cá thể M. gildi được bắt gặp. Hơn nữa, do mang kiểu hình trung gian giữa Myripristis berndti và Myripristis clarionensis, hai loài phong phú ở Clipperton, mà M. gildi được cho là một giống lai tạp giữa chúng.

## Mô tả
Chiều dài cơ thể lớn nhất được ghi nhận ở M. gildi là 21,4 cm.